# Ljungan
Ljungan är en 399 km lång älv i Härjedalen, Jämtland och Medelpad. Avrinningsområdet är 12851 km². Ljungans källa ligger strax öster om Sylarna, nära Ljungsjöarna. Den rinner sedan vidare nordöst om Helagsfjället och flyter via sjöarna Storsjön, Över-Grucken, Ytter-Grucken, Flåsjön, Börtnessjön, Lill-Börtnen, Bergstjärnen, Lännässjön, Hålen, Nästelsjön, Rätanssjön, Handsjön, Holmsjön, Havern, Borgsjön, Stödesjön och Marmen för att till slut mynna ut strax söder om Sundsvall (Kvissleby) i Bottenhavet. Det största tillflödet är Gimån vid Torpshammar. Ljungan är kraftigt utbyggd av vattenkraft. De övre delarna av Ljungan från kalfjället ner till byn Ljungdalen erbjuder forspaddling av hög klass. Ljungan är en av få älvar/floder i världen som mynnar ut mot norr i havet.

## Etymologi
I ett pergamentsbrev från 1412 berättas det om ett fiske i Haverö socken, Oghnaroos (nära Kölsillre). Efterleden os betyder åmynning och mellanleden ar är en genitivändelse, varvid det här rör sig om mynningen åt ån Oghn. Den här stammen har sedan erhållit efterleden a, det vill säga å (älv), samt på vissa håll bestämd artikel n, vilket gav upphov till namnet *Oghnan "Oghnån". Förleden, det fornnordiska *Oghn, har kopplats till byn Ugnö i Njurunda församling (huruvida ånamnet givit namn åt byn eller vice versa är emellertid inte känt). Byns namn ombildades senare till Juni och en liknande ombildning skedde med åns namn genom en sammansmältning med prepositionen i. Resultatet av ombildningen är än i dag det jämtska namnet på ån, vilket oftast stavas Jångna (på jämtska kallas Ljungan också Aoa "ån"). Ånamnets förled kommer av fornnordiska ógn vilket motsvaras dagens "aga" med betydelsen förskräcklig, frukta, fasa, bävan med mera. Ljungan betyder således "den förskräckliga" och liknande.
L:et i ljungan är oetymologiskt och namnet har således felaktigt kopplats till ljung och ljungeld med betydelsen "den blänkande ån".

## Historia

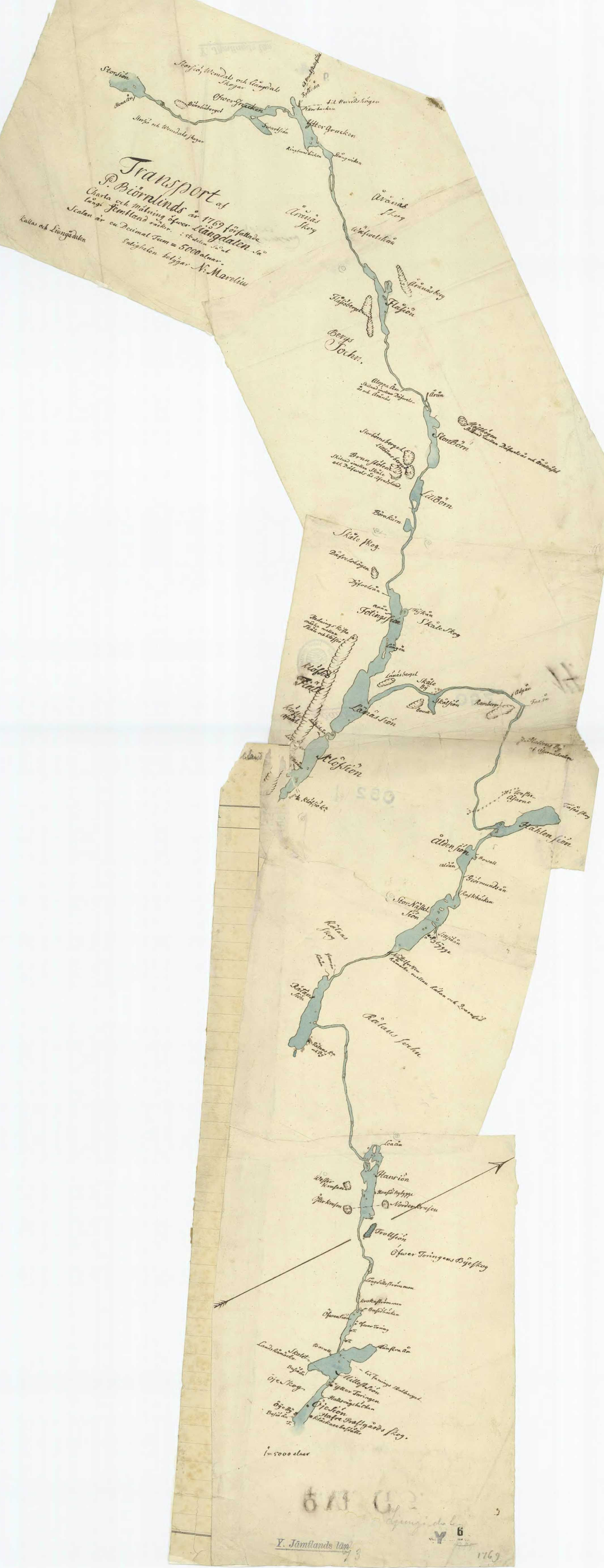
Karta över Ljungan från Storsjön till Havern vid Haverö från 1769.

Ljungan var en del av den så kallade Jämtlands kommunikationsled. Denna led gick från Sundsvall till Levangers kommun i Norge. I kommunikationsleden användes båttrafik på så många ställen som möjligt. Landtransporter tog man till mellan sjöarna och där floder och älvar inte var farbara. Under 1800-talet byggdes leden ut och gjordes mer lättframkomlig. Järnvägar anlades och landsvägar förbättrades. 
Stöde kanal (eller Ede kanal) var en kanaliserad båtled förbi Edeforsen, som förband Stödesjön med Torpsjön. 1859 gjorde kapten Claes Adelsköld undersökningar och kostnadsförslag för en båtled, och kanalen togs i bruk 1870. Kanalen fick två slussar med en lyfthöjd på 5,3 meter (18 fot). Båtleden blev totalt 48 kilometer lång, varav den bearbetade sträckan 750 meter och seglationsdjupet 1,3 meter. Under 1870-talet förekom båttrafik från Nedansjö över Stödesjön och Torpsjön genom Ede eller Stöde kanal med slussar. Trafiken med ångslupar hade både gods- och personbefordran. Ändstation fanns 200 meter uppströms vid Vikbron i Torp.
Emellertid byggdes en järnväg från Sundsvall till Torpshammar, som togs i bruk 1875. Därefter fanns inte längre anledning att använda sig av båtar för transporter på kanalen. Redan 1877 upphörde båttrafiken. 1880 slapp kanalbolaget ifrån skyldigheten att underhålla kanalen. En del av kanalen fungerar idag som kraftverkskanal åt Edefors kraftverk som byggts där kanalens nedre sluss tidigare låg. 2008 invigdes Farled Ljungan mellan Torpsjön och Ede, en 23 kilometer lång del av gamla Ede/Stöde kanal, och den gamla ångbåten Ljungfrun att trafikera farleden från 2011.

## Biflöden från mynningen till fjällen
De biflöden som mynnar direkt i Ljungan står längst till vänster. Dessas biflöden längre till höger. Med (*) betecknas källflöden till resp. vattendrag.

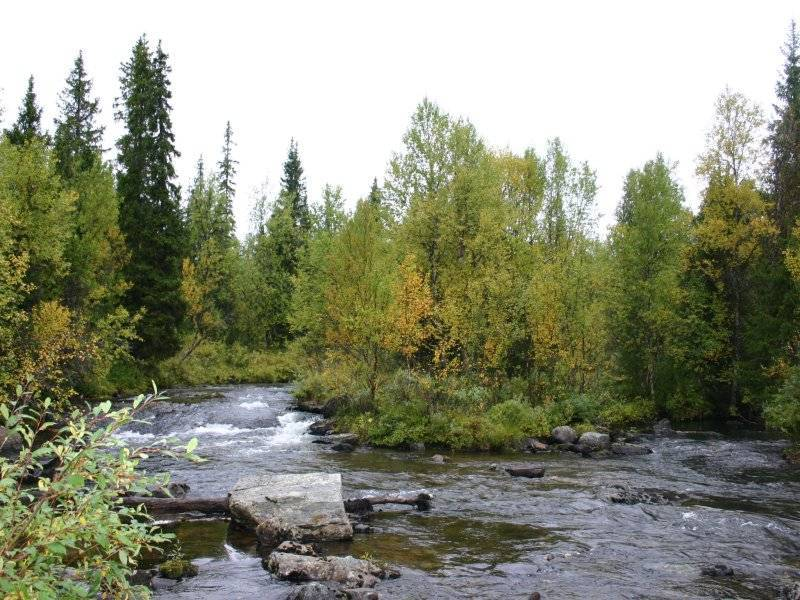
Galån

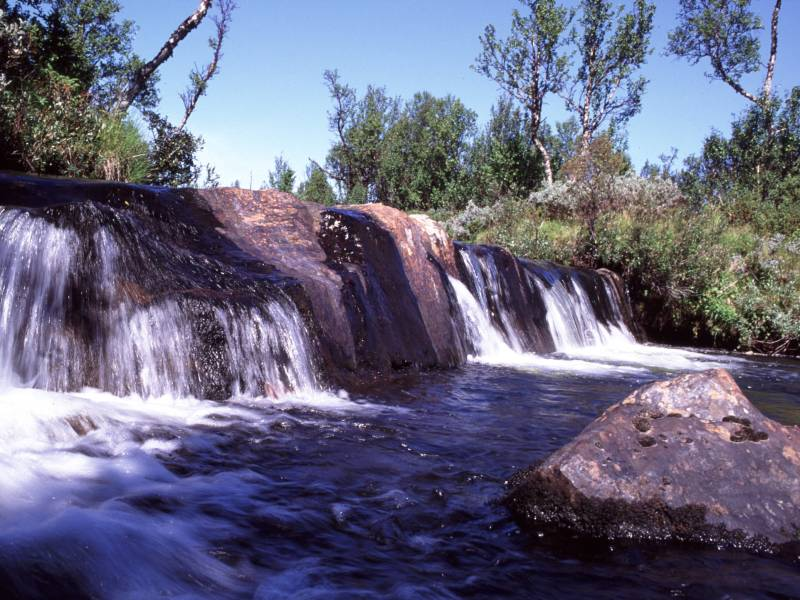
Arån

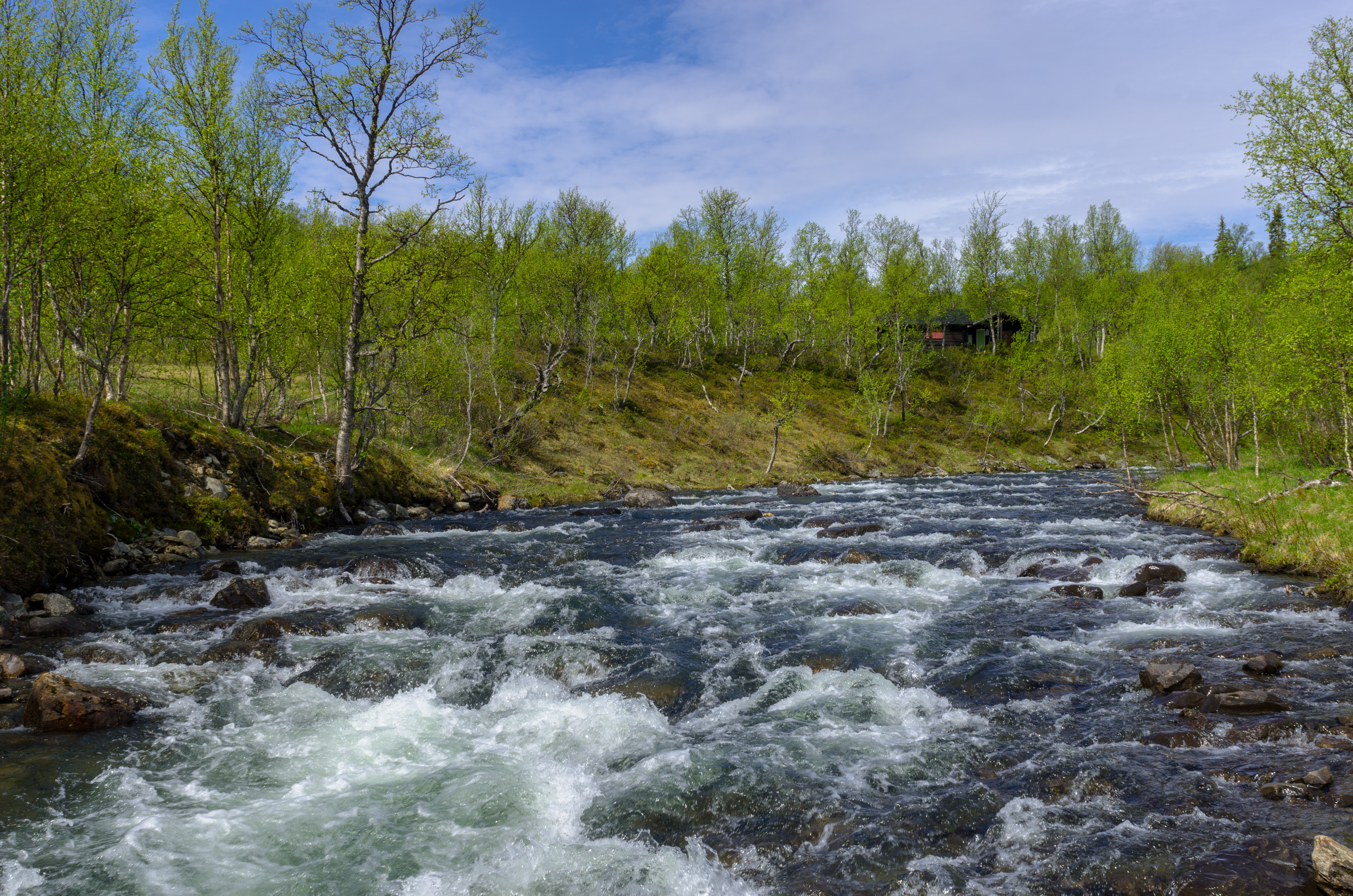
Kesuån

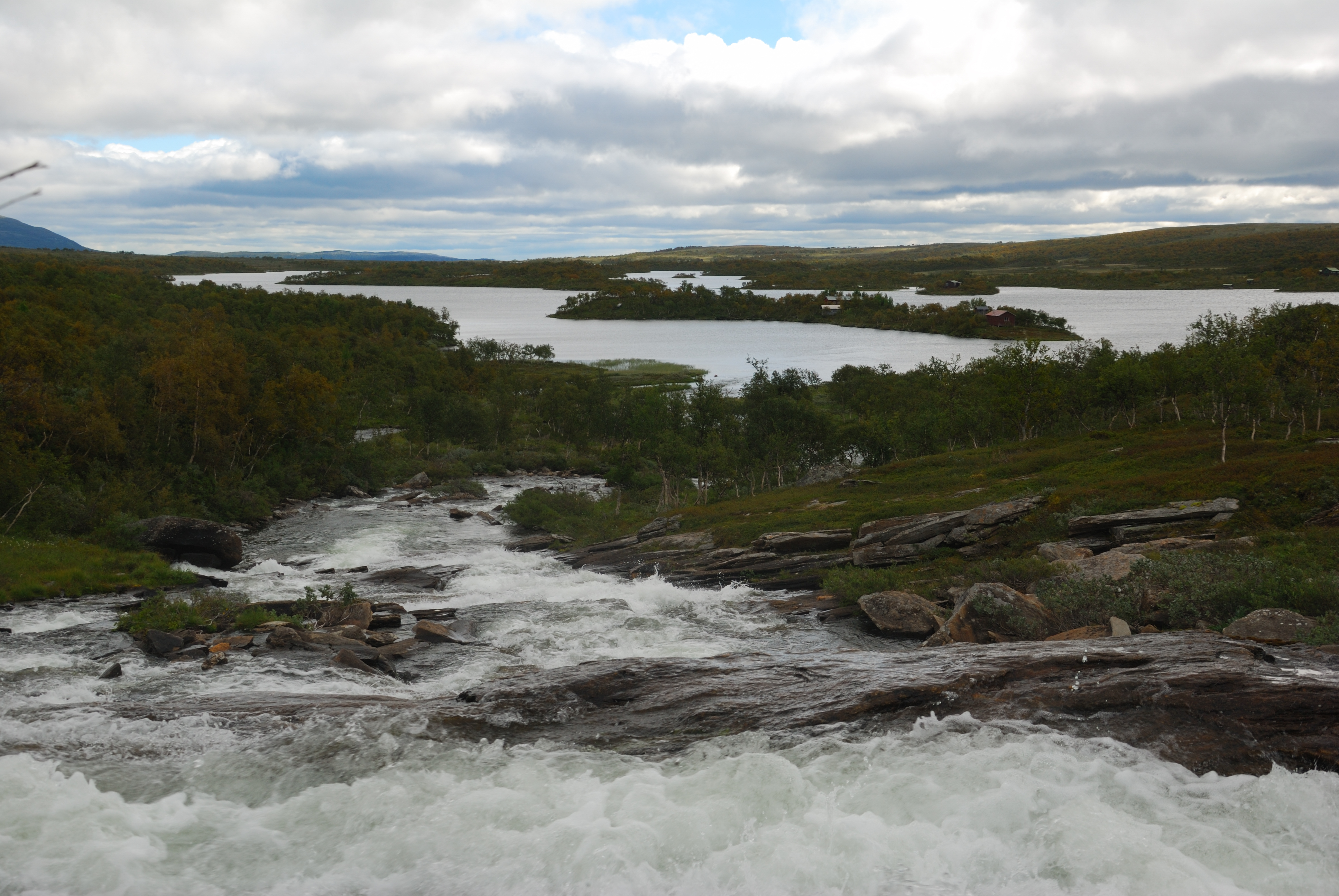
Östra Helagsån fall ned mot Öjön.

- Majån
- Luckstaån
  - Linån*
  - Tälgslättån*
    - Bysjöån*
    - Gryttjesån*
      - Hasselån*
- Hemgravsån
  - Lycksjöån*
  - Svartån*
- Fanbyån
  - Tingån*
  - Åsån*
    - Palsjöån*
      - Granån*
        - Hällsjöån*
- Gimån
  - Tivsjöån
    - Kassjöån

  - Hiån
  - Navarån
  - Ljungån
    - Söån
    - Ansjöån*
      - Gastsjöån
        - Åsbäcken
        - Ramsjöån*
        - Finnsjöån*

    - Balsjöån*
      - Flärkån*
        - Flodalsbäcken

  - Mörtån
  - Täckelån
  - Rotån
  - Sännån
    - Ovån
      - Räggån

    - Angelån*

  - Gårdsjöån
  - Binnån
  - Sösjöbäcken*
  - Bensjöån*
  - Märlan*
  - Sörvikån*
  - Hällborgsån*
  - Bådsjöån*
    - Forsaån*
    - Skidån*
    - Bodsjöbyån*
    - Hungån*
      - Mjölksjöån

    - Orrbodån
- Roggån
  - Salån*
  - Brännbergsån*
- Getterån
- Alderängesån
- Granån
  - Hegelån
- Täljeån
- Harrån
  - Markbäcken
- Gulån
- Vattenån
  - Dysjöån
- Råsjöån
- Aspån (Medelpad)
- Harrsjöån
- Juån
- Björsjöån
- Stor-Köljan
- Norrån
- Stensån
  - Grubbån*
  - Skålvattensån*
- Hortesån
- Länsterån
- Gillån
- Galvattsån
- Loån
  - Börmån
- Röjan
  - Svinhån
- Kvarnån
- Nällsjöån
- Fuan (Fua)
  - Stor-Fuan* (Stor-Fua)
  - Lill-Fuan* (Lihll-Fua)
- Aspån (Jämtland) (Aspaoa)
- Rödbäcken (Raubekkjen)
- Fiskån (Fiskjaoa)
- Oxsjöån (Okssjøaoa)
- Doveln
- Brunnan (Brånna)
  - Tävjebäcken*
    - Lambriktsbäcken*
- Galån (Galaoa) 
  - Styggbäcken (Styggbekkjen)
- Kvarnbäcken (Kvarnbekkjen)
- Arån (Araoa)
  - Lövan (Lauva)
- Aloppan (Aloppa)
  - Mjöingsbäcken
- Rövran (Røvra)
  - Dörrsjöån*
- Henan
  - Västra Henan*
    - Mid-Henan

  - Östra Henan*
- Storån
  - Synderån
- Tandån
- Skärkån
  - Öjonån
    - Östra Helagsån*
- Kesuån

## Referenser

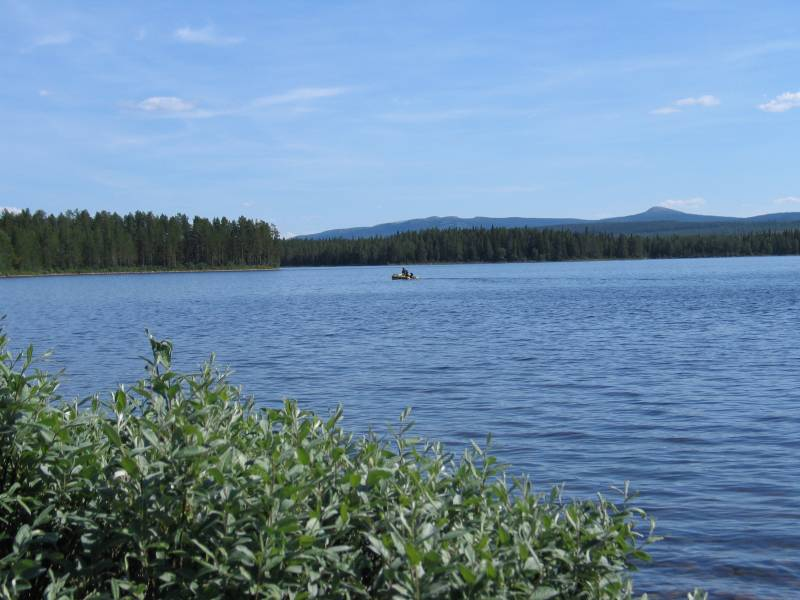
Börtnessjön i Ljungan